# سويسرا في الألعاب الأولمبية الصيفية 2016
نافست سويسرا في دورة الألعاب الأولمبية الصيفية 2016 في ريو دي جانيرو، البرازيل، من 05-21 أغسطس 2016. وقد تنافس الرياضيين السويسريين في كل الألعاب الأولمبية الصيفية في العصر الحديث، باستثناء دورة الألعاب الأولمبية الصيفية عام 1956 في ملبورن بسبب احتجاجها على الغزو السوفيتي للمجر.